# Chiller
Pour le film de Wes Craven, voir Chiller.
 (mars 2019).
Si vous disposez d'ouvrages ou d'articles de référence ou si vous connaissez des sites web de qualité traitant du thème abordé ici, merci de compléter l'article en donnant les références utiles à sa vérifiabilité et en les liant à la section « Notes et références ».
Chiller est un jeu vidéo créé par la firme Exidy en 1986.
Il est réputé pour être le jeu d'arcade le plus violent. Il s'utilise avec un light gun. Le but du jeu consiste à tirer sur tous les monstres et les innocents.